# テクネ計測
株式会社テクネ計測（テクネけいそく、英称：TEKNE Corporation）は、日本の露点計測器メーカーである。本社および工場は神奈川県川崎市に所在する。日本で初めて、低露点領域でのJCSS校正事業者として認定された。

## 概要
テクネ計測は日本の露点計測器メーカーであり、1978年に株式会社テクネ洋行として創立された。2006年に主要製品であるTK-100シリーズ露点計の国内製造、販売を開始した。2011年株式会社テクネ計測に社名を変更。また、同年に日本で初めて、低露点領域でのJCSS校正事業者として認定された。社名のテクネとは英語のテクニックの語源となったギリシャ語のテクネから創業者により考案されたものである。現在、露点計だけではなく、海外の酸素計や湿度計などの日本総代理店として販売も行っている。

### 事業内容
- 計測器・装置の国内製造・販売
- 輸入計測器の代理店販売・サポート
- 装置事業
- 校正･点検・修理業務

### 所属業界団体
- 日本計量振興協会
- 川崎市計量協会
- 湿度、水分計測・センサ研究会
- 日本科学機器協会
- 電気協同研究会

## 沿革
- 1978年 株式会社テクネ洋行　創立
- 1985年 国産露点計アンプの開発・販売開始
- 1990年 現トランスミッターの原型となる露点解析アルゴリズムの技術供与

-現TK-100シリーズの基礎となる
- 1993年 露点計校正施設を大幅改良
- 2005年 米国　AMI(Advanced Micro lnc)社日本総代理店となる

-加湿装置meシリーズ製造販売開始
- 2006年 静電容量式露点計TK-100シリーズ製造、販売開始
- 2007年 ドイツCMC社日本総代理店となる
- 2010年 英国Micrafilter日本総代理店となる

-鏡面式露点計Smart Dew販売開始
- 2011年 社名を株式会社テクネ計測に変更

-日本で初めて低露点領域でのJCSS校正事業者として認定される
- 2012年 オーストリアE+E(E+E Elektronik)社の日本総代理店となる

※E+E社は、温湿度計、オイル中水分計、CO2計、風速計製造メーカー
-大阪営業所開設
- 2014年 スイスMBW(MBW Calibration Ltd.)社の日本総代理店となる

※MBW社は、世界主要各国で湿度の国家標準として採用される露点計専門メーカー
- 2015年 米国Neutronics社の日本総代理店となる
- 2016年 広島営業所開設
- 2017年 下野毛工場開設
- 2019年 福岡営業所開設
- 2020年 広島営業所を閉鎖し福岡営業所に吸収
- 2021年 資本金を5000万円に増資
- 2022年 紺綬褒章受章
- 2023年 本社/テクニカルセンター拡張、下野毛工場閉鎖

## 取扱機種
- 静電容量式露点計：自社製品
- 鏡面(ミラー式)冷却式露点計：MBW社
- 腐食性ガス中水分計：CMC社
- 温湿度計：E+E社
- 精密加湿装置：自社製品
- オイル中水分計：E+E社
- 酸素(濃度)計：AMI社,Neutronics社

- 硫化水素計：AMI社
- CO2計：E+E社
- 風速計：E+E社
- 露点監視盤・制御盤、計測制御盤：自社製品
- 流量計
- 各種ガス分析計：Process Insight(PI)社※

※PI社は、12社のメーカー(MBW、Tiger Optics、COSA XENTAUR、ANALECT、EXTREL、ALPHA OMEGA、LAR等)　の合併会社　

## 出版
- 「湿度測定の指針」（英国計測制御学会、ISBN 0-904457-24-9、1998年）

株式会社テクネ計測は、「湿度測定の指針」を翻訳、発行、販売しております。英国貿易産業省の国家計量システム政策部の支援のもと、英国国立物理学研究所 (NPL-National Physical Laboratory) と英国計測制御学会 (The Institute of Measurement and Control) により共同制作されたものです。